# Josephine de la Viña
Josephine de la Viña, née le 15 avril 1946 à New Lucena aux Philippines et morte la 4 novembre 2011 à Jaro (Philippines), est une lanceuse de disque philippine, médaillée d'or aux Jeux asiatiques de 1966.

## Carrière
À l'école primaire, elle commence le sport avec le baseball avant de se tourner vers l'athlétisme au lycée. Philippino-américaine, elle participe aux Championnats nationaux américains entre 1970 et 1974. Elle y remporte deux médailles d'or (1971, 1972) et deux d'argent (1970,1973).
Aux Jeux asiatiques de 1962, elle remporte la médaille de bronze avec un lancer à 37,79 m, battue par les Japonaises Keiko Murase et Seiko Obonai.
En 1964, alors qu'elle a 18 ans, elle se qualifie pour les Jeux olympiques à Tokyo, où elle ne passe pas le cap des qualifications. Après un premier jet à 40,05 m, elle lance la seconde fois à 42,27 m mais ce n'est pas assez pour entrer dans le Top 12. Elle finit 18e sur 21 concurrentes.
Aux Jeux asiatiques de 1966, elle remporte la médaille d'or du lancer du disque avec 47,58 m, devant la Japonaise Yuko Tsunoda et la Coréenne Dong Si-Han.
Quatre ans plus tard, elle part pour Jeux de Mexico, elle obtient son billet pour la finale. Là, elle réalise un premier jet à 46,56 m, puis deux autres jets moins loin à 43,96 m et 43,52 m et termine finalement 15e.
Pour ses derniers Jeux, à Munich en 1972, elle prend la 13e place des qualifications avec un jet à 53,92 m et rate la dernière place qualificative pour la finale pour 1,32 m.
Lors de la première édition des Championnats d'Asie d'athlétisme en 1973, elle remporte le titre en lancer du disque avec un jet à 50,74 m.
Sélectionnée pour les Jeux asiatiques de 1974, elle est déjà arrivée à Téhéran lorsqu'elle doit quitter précipitamment le pays pour se rendre au chevet de son père malade et rater les Jeux.
Elle est considérée comme la meilleure lanceuse de l'histoire des Philippines.

## Distinctions
- 2018 : Philippine Sports Hall of Fame[2]

## Records
| Épreuve          | Distance | Date             | Lieu   |
| ---------------- | -------- | ---------------- | ------ |
| Lancer du disque | 53,92 m  | 9 septembre 1972 | Munich |

## Palmarès

### International
| Date | Compétition         | Lieu    | Place | Marque  |
| ---- | ------------------- | ------- | ----- | ------- |
| 1962 | Jeux asiatiques     | Jakarta | 3e    | 37,79 m |
| 1964 | Jeux olympiques     | Tokyo   | 18e   | 42,27 m |
| 1966 | Jeux asiatiques     | Bangkok | 1re   | 47,58 m |
| 1968 | Jeux olympiques     | Mexico  | 15e   | 46,56 m |
| 1972 | Jeux olympiques     | Munich  | 13e   | 53,92 m |
| 1973 | Championnats d'Asie | Manille | 1re   | 50,74 m |

### National
| Date | Compétition                 | Lieu        | Place | Marque  |
| ---- | --------------------------- | ----------- | ----- | ------- |
| 1970 | Championnats des États-Unis | Bakersfield | 2e    | 48,56 m |
| 1971 | Championnats des États-Unis | Eugene      | 1re   | 54,71 m |
| 1972 | Championnats des États-Unis | Seattle     | 1re   | 52,42 m |
| 1973 | Championnats des États-Unis | Bakersfield | 2e    | 51,73 m |
| 1974 | Championnats des États-Unis | Westwood    | 6e    | 46,73 m |